# کامارون د لا ایسلا

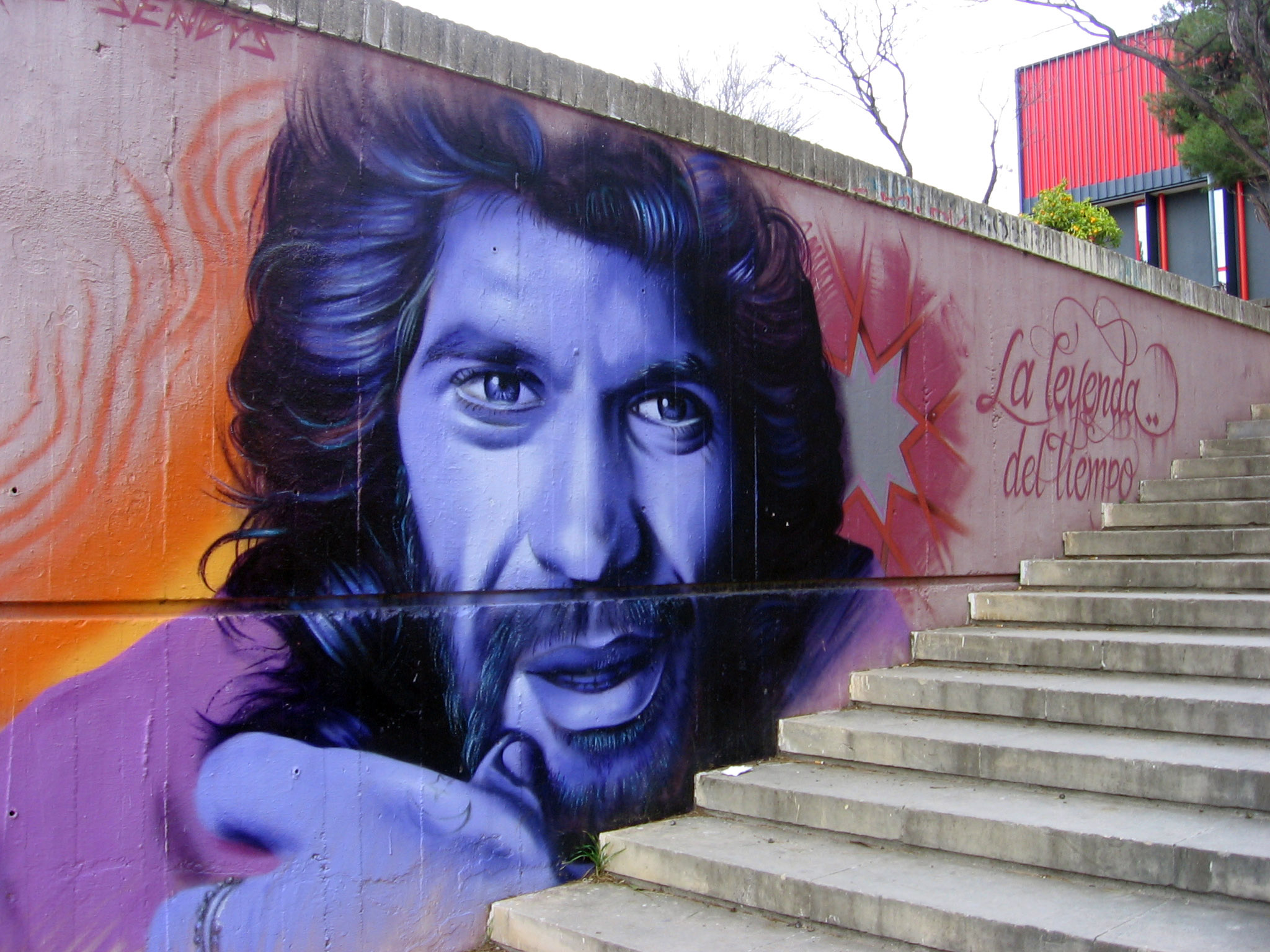

کامارون د لا ایسلا (به اسپانیایی: Camarón de la Isla) نام هنری حوزه مونخه کروز (به اسپانیایی: José Monge Cruz) (زاده ۵ دسامبر ۱۹۵۰ در سن فرناندو - درگذشته ۲ ژوئیه ۱۹۹۲ در بادالونا) یکی از شناخته‌ترین فلامنکو سرایان نیمهٔ دوم سده بیستم اسپانیا بود. لقبِ «ال کامارون (میگو)» را عمو/دایی اش بخاطر موهای سرخ بورگونش، اندام لاغر و پوستِ روشن ، تقریباً فرانماوارش رویش گذاشت.

## زندگی‌نامه
خوزه در خیابان کارمن سن فرناندو کنار خلیج کادیز، به عنوان ششمین فرزند یک خانوادهٔ حیتانو (کولی) دارای هشت فرزند دیده به جهان گشود. پدر خوزه برابر با سنت و رسم کولی‌ها، پیشهٔ آهنگری داشت و خوزه در کودکی دستیار او بود. این فلامنکوشناس (فلامنکو افسینادو flamenco-aficionado) که بخاطر (Martinete|Martinete) مارتینت‌های (سروده‌های آهنگران که با صدای ضربان پتک و چکش آهنگران همرایی می‌شوند) که می‌سرود شهره بود در سال ۱۹۶۶ فوت کرد. مادر خوزه، خوانا کروز کاسترو یک کاناترا (زن سبد باف) بود و پس از درگذشت همسرش کافه‌ها و بارها را تمیز کاری می‌کرد تا مخارج زندگی اش را تامین کند. چنان‌که گفته می‌شود این زن چنان فلامنکو را شگفت‌انگیز می‌سرود که همهٔ هنرمندان بزرگ آن دوره - مانولو کاراکول Manolo Caracol، له نینیا ده لوس پینیز La Niña de los Peines، له پرلا ده کادیز La Perla de Cádiz، مکرراً نزد او می‌آمدند تا به سروده‌های وی گوش فرا دهند. در کنار خوزه همه فرزندان وی آوازخوانان توانا و با استعدادی بار آمدند.
خوزه در سال ۱۹۷۴ در سن بیست و سه سالگی با دختر کولی بنام دولورس مونتویا Dolores Montoya اهل لا لینئا د لا کنسپسیون ازدواج کرد. خوزه او را «له چیسپا» (ژابیژ یا جرقه) می‌خواند. ثمره ازدواج شان چهار فرزند بود.
کامارون مردی بشدت خجالتی کمرو و آرامی بود. با وجود شهرت و ستاره بودنش وی به کراکتر و شخصیت ساده اش وفادار ماند. گرچه زر و تجمل ثروتمندانه از سر و پایش آویزان بود مطابق فلسفهٔ کولی به پول و مقام ارزشی قایل نبود. هرچند در گذر سال‌ها مانند خیلی از کولی‌های دیگر آن زمان بیشتر و بیشتر گرفتار مواد مخدر (کوکائین، هروئین، ال‌اس‌دی) گشت.
خوزه مونخه کروز در سال ۱۹۹۲ بر اثرسرطان ریه به سن ۴۲ سالگی چشم از جهان بست. استفاده دراز مدت از مواد مخدر همراه با چهار بسته سیگار در روز باج و هزینهٔ سنگین شان را بازخواستند. تازه هنگام مرگ مقام و پایهٔ اسطوره ای ال کامارون د لا ایسلا خوب نمودار شد: بیش از صد هزار نفر در مراسم دفن وی حضور داشتند. ده سال پس از آن همه تلویزیون‌های اسپانیا همهٔ روز را مشغول یاد بود درگذشت کامارون بودند. در گورستان سن فرناندو تندیسی به افتخار کامارون د لا ایسلا موجود است. آنجا روزانه مقدار زیاد گل به‎خاطر ارج گذاری به ال پرنسیپه دل کانته فلامنکو (شهزادهٔ ترانهٔ فلامنکو) از سوی هوادران گذاشته می‌شوند.

## زندگی هنری
برای پول بدست آوردن کامارون هشت ساله همراه با دوستک اش، رانکپینو ، در کافه‌ها - بخصوص کافهٔ ونتا ده واگاس Venta Vargas - و در ایستگاه‌های راه‌آهن آواز می‌خواند. همچنان مکرر همراه با برادر بزرگش مونویل که هجده سال بزرگتر از وی بود در فیستاس پریوادس fiestas privadas (جشن‌های خصوصی) سرمایه داران نغمه سرایی می‌کرد. در سال ۱۹۶۲ وی برنده جایزه ممتاز Premio del Concurso Flamenco del Festival de Montilla در کوردوبا شد. از آن لحظه به بعد او یک ستارهٔ طلوع‌کننده در اندلس بود.
هنگام جشنواره سبیا آواز او هنگام اجرای ترانهٔ بگوش انتونیا مریینا Antonio Mairena رسید و او در جا عمیقاً تحت تأثیر دوینده وی قرار گرفت.
duende دوینده (به معنی تحت‌الفظی نیمف یا ایلف، که الهه کوچک یا پری کوچک را می‌گویند، می‌باشد. گونهٔ به وجد آمدن. درجه و حالت از وجود داشتن که در لحظاتی که آدم خویش را با تمرکز کامل وامیگذارد و در موسیقی خویش فرومی‌رود که اکثراً سراریزی سرشک را نیز در پی می‌داشته باشد. این حالت اکثراً یک ارتباط بخصوصی را در فضا بین اجراکننده و شنونده به میان میاورد. معمولاً ادعا می‌شود که چنین حالتی تنها در عالم فلامنکو پدیدار شدنی و قابل تجربه می‌باشد. با این هم موسیقی گران دیگر نیز می‌توانند به احساسی دست یابند که گویا براستی همه چیز درست و جور جوره که همه چیز خود بخودی پیش می‌رود و بر اثر آن همه چیز اجرا «جادویی» می‌گردد. برای دوستداران حسابی فلامنکو این دوینده ماهیت و اساس ذاتی و هدف نهایی فلامنکو را تشکیل می‌دهد) همین دوینده بعداً جذاب‌ترین نشانه و خصیصه کامارون گشت: بار بار او می‌توانست به آن حالت برسد.
پس از آن که وی در شانزده سالگی برندهٔ جایزه ممتاز جشنواره دل کانته خوندو در مایرینا ده الکور شد میگیل ده لوس رییز و دولورس وارگس به او قرار دادی بستند تا وی در انجمن فلامنکوی آن‌ها آواز بخواند. پسان تر کامرون با میگیل ده لوس رییز به مادرید رفت و در آنجا قراردادی را با تابلاو ده تورس برمیاس در سال ۱۹۶۸ بست با غیابت‌های در میان او آنجا دوازده سال ماند در این تابلاو (کافهٔ فلامنکو) وی توسط انتونیو ده الخسیراس Antonio de Algeciras، پدر پاکو د لوسیا، کشف شد. از طریق وی او به پاکو معرفی شد. بزودی پس از آن نخستین صفحهٔ مشترک آن‌ها با تهیه‌کنندگی انتونیو ده الخسیراس ثبت گردید و بیرون آمد و به استقبال گرمی روبرو شد. این اتفاق اجراهای فراوان او را در جشنواره‌های فلامنکو پی ریزی کرد. دنباله آن بزودی تورهای خارجی وی آغاز شد: کامرون به یک ستارهٔ فلامنکو مبدل شده بود. بین ۱۹۶۹ و ۱۹۷۷ کامرون و پاکو د لوسیا ده آلبوم ثبت کردند. پسان‌ها مادر فرمولهٔ ترانه و گیتار تا مرز خشکی دوشیده شد. کامارون و د لوسیا تو راه کوچه‌های جدید موسیقی پیچیدند. در کنار نقش رهبری دهندهٔ کلاسیک، گیتار د لوسیا قویا صدای خاص خودش را یافت.
الت‌های نوی افزوده شدند: د لوسیا از آمریکای جنوبی با خویش کاخون را آورد. متعاقباً گیتار الکتریک، فلوت‌ها و حتی بخش‌های ویلون همراهی‌کننده را افزود.
صدا بیشتر آوای جازی به خویش گرفت، که با آن اساس آنچه گذاشته شد که بعدها بنام فلامنکو نوئوو (فلامنکوی نو Flamenco Nuevo) شناخته شد. این حادثه راه‌های جدیدی را بروی نسل جوان گشود.
کامارون با گذاشت سال‌ها تدریجاً شدید تر و عمیق‌تر معتاد مواد مخدر شد. همکاری و رابطه اش با د لوسیا در یک دورهٔ سخت تیره و بهم خورده گشت. حدود ده سال پسان تر این دو از دوباره به هم پیوستند و تا مرگ کامارون کارهای اجرا و ثبت کردند از سال‌های 19۷۰ کامارون اکثراً اجراهایش را با همکاری و رهبری تماتیتو (یک متأثر و پیرو بی‌نهایت با استعدادی پاکو د لوسیا) کار کرد.
در سال ۱۹۷۹ کامرون تهیه‌کننده قدیمی اش را با ریکاردو پچون Ricardo Pachón عوض کرد. نتیجه آن "له لیایندا دل تیمپو La Leyenda del Tiempo (افسانهٔ زمان)" - بدون همکاری د لوسیا بود که پیوریستها یا ناب گرایان در میان دوستداران فلامنکو آن آلبوم را افتضاح و رسوایی خواندند و نوارهای شان را به فروشندگان برگشتاندند. تصانیف این آلبوم را که توسط پخون و کیکو فنیننو پیشکش و وارد شدند، مضامین کلاسیک و آشنای رمانتیک تشکیل نمی‌داد، بلکه آن‌ها بروی (بخش‌های) اشعار فدریکو گارسیا لورکا (مانند پارچه معروف له ترارا) و بطور مثال رباعیات شاعر مشهور فارسی عمر خیام ساخته شده بودند. همچنان در این آلبوم از آلاتی که برای فلامنکو عجیب و غیر مأنوس بودند، مانند کیبورد، باس گیتار، درام و حتی یک دست سی‌تار استفاده شد. بدین طریق راه زاده شدن فلامنکو فیوژن یا فلامنکوی ترکیبی که یک گونه آمیزش فلامنکو با پاپ و موسیقی جاز بود هموار شد. روی‌هم‌رفته به عقیده برخی از منتقدین این آلبوم حاوی مهم‌ترین اجراهای فلامنکوی نیمهٔ آخر قرن بود. کامارون از واکنش‌های تند ناب گرایان به هراس افتاد و در نتیجه در کارهای آخریش لبه‌های تند را کندتر ساخت. با اینهمه آن آلبوم یک قاعده شکن و راه گشای برای دیگران ثابت شد. تا روز مرگ وی ۵۴۸۲ نسخه از "افسانهٔ زمان" بفروش رسید و پس از آن فروش آن بزودی بلند رفت.
با وجود این نوآوری و نوسازی، کامارون هیچگاه فلامنکو پیرو (فلامنکوی ناب) را مورد خشونت تندی قرار نداده. این ادعا توسط این واقعیت که او در اسپانیا بخصوص در میان کولی‌ها (که قطعاً در خط اول تلاش برای نوآوری قرار ندارند) با لقب ال پرینسیپه، شاهزاده معروف می‌باشد، تأیید می‌گردد.